# Nadjet Fedoul
Nadjet Fedoul, né le 28 octobre 1981 a Bouloghine (Alger) , est une footballeuse internationale algérienne évoluant au poste de gardienne de but.

## Biographie

### Carrière en club
Fedoul a notamment joué pour le FC Blida et l'ASE Alger Centre.

### Carrière internationale
Elle participe au championnat d'Afrique 2006 qui se déroule au Nigeria, au championnat d'Afrique 2010 organisé en Afrique du Sud, et à la Coupe d'Afrique des nations 2018 organisée au Ghana.

## Palmarès

### En club
- Championnat des Émirats arabes unis :2015 [3],  2016[4]